# Stauropides
Stauropides är ett släkte av fjärilar. Stauropides ingår i familjen nattflyn.
Kladogram enligt Catalogue of Life:
| Stauropides | \| \| Stauropides persimilis \| \| \| \| \| \| Stauropides superba \| \| \| \| |
|             | \| \| Stauropides persimilis \| \| \| \| \| \| Stauropides superba \| \| \| \| |
|             | Stauropides persimilis                                                         |
|             |                                                                                |
|             | Stauropides superba                                                            |
|             |                                                                                |